# Pardosa mayana
Pardosa mayana este o specie de păianjeni din genul Pardosa, familia Lycosidae, descrisă de Charles Denton Dondale și Redner, 1984. Conform Catalogue of Life specia Pardosa mayana nu are subspecii cunoscute.